# 1920 في تركيا

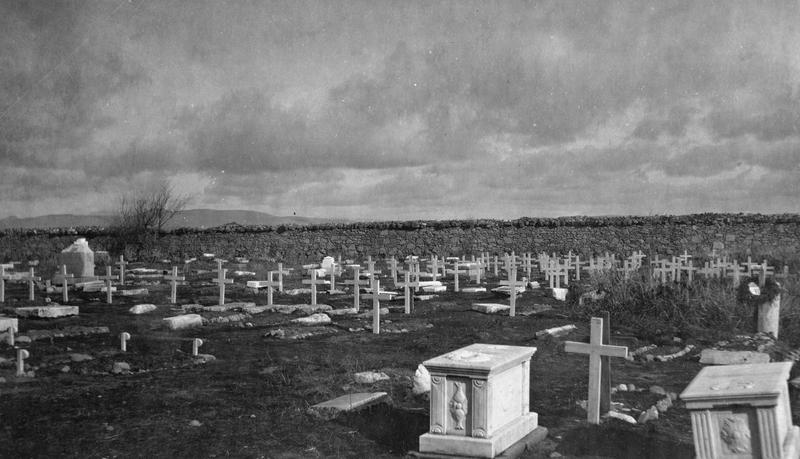
المقبرة الأرمنية في أفيون-كاراهيسار. التقطت الصورة في 7 يناير 1920.

فيما يلي قوائم الأحداث التي وقعت خلال عام 1920 في تركيا.

## سياسة

### تعيين في المنصب
- 3 مايو – مصطفى كمال أتاتورك رئيس تركيا.

## مواليد

### يناير
- 1 يناير – إيلخان أرسل حقوقي تركي.
- 1 يناير – جواد سليم نحات عراقي.[1]
- 1 يناير – مصطفى كمال كورداش
- 1 يناير – موسى عنتر

## وفيات

### مارس
- 6 مارس – عمر سيف الدين حتيقوه (مواليد 1884) الكاتب الترکی.[2]